# Лез-Эссар (Шаранта)
Лез-Эсса́р (фр. Les Essards) — коммуна во Франции, находится в регионе Пуату — Шаранта. Департамент — Шаранта. Входит в состав кантона Обтер-сюр-Дрон. Округ коммуны — Ангулем.
Код INSEE коммуны — 16130.
Коммуна расположена приблизительно в 440 км к юго-западу от Парижа, в 150 км южнее Пуатье, в 50 км к югу от Ангулема.

## Население
Население коммуны на 2008 год составляло 211 человек.
| 1962 | 1968 | 1975 | 1982 | 1990 | 1999 | 2008 |
| ---- | ---- | ---- | ---- | ---- | ---- | ---- |
| 277  | 241  | 233  | 203  | 193  | 196  | 211  |

## Экономика
В 2007 году среди 120 человек в трудоспособном возрасте (15—64 лет) 76 были экономически активными, 44 — неактивными (показатель активности — 63,3 %, в 1999 году было 59,5 %). Из 76 активных работали 70 человек (40 мужчин и 30 женщин), безработных было 6 (3 мужчины и 3 женщины). Среди 44 неактивных 5 человек были учениками или студентами, 20 — пенсионерами, 19 были неактивными по другим причинам.

## Фотогалерея

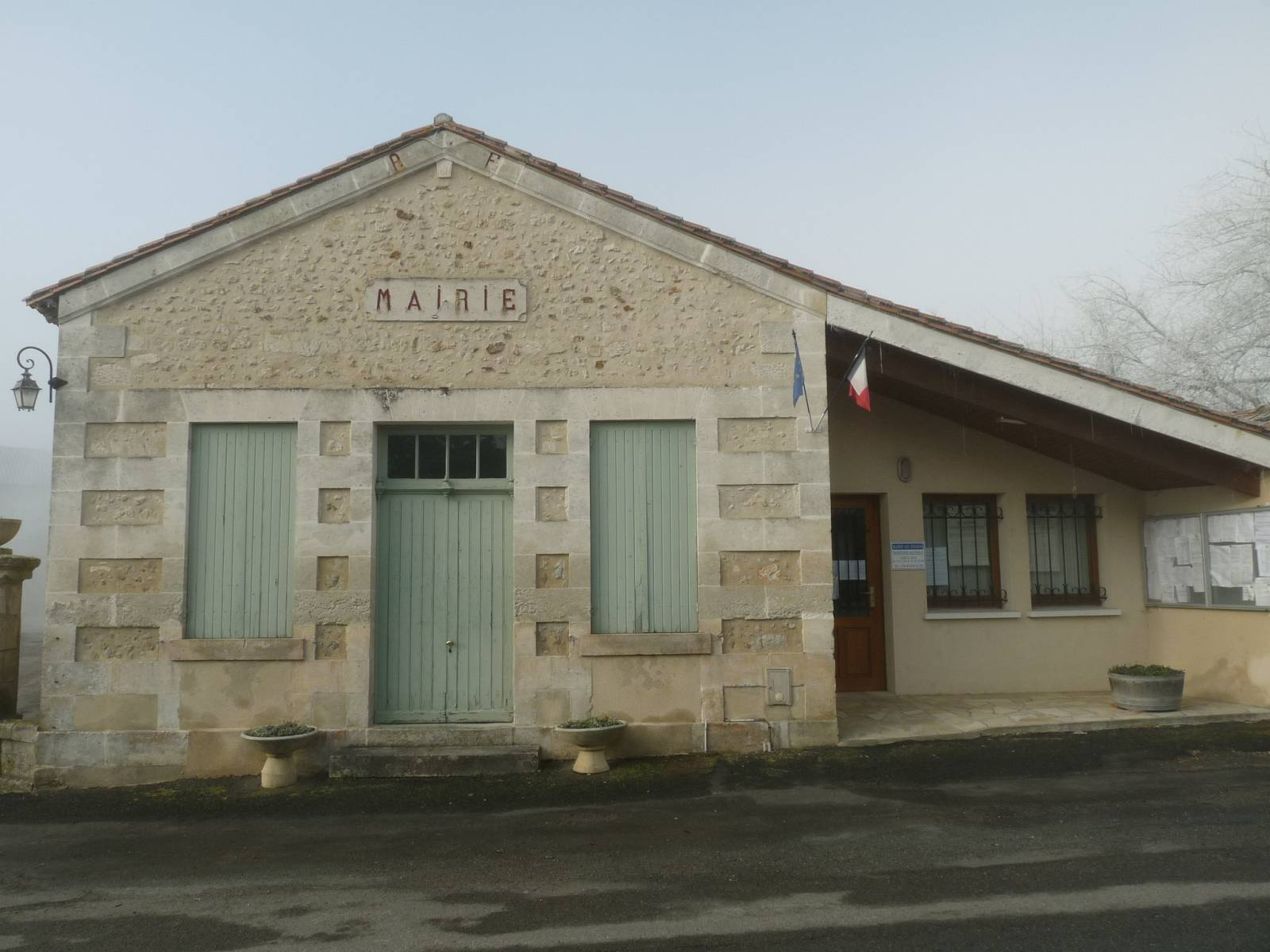
Мэрия
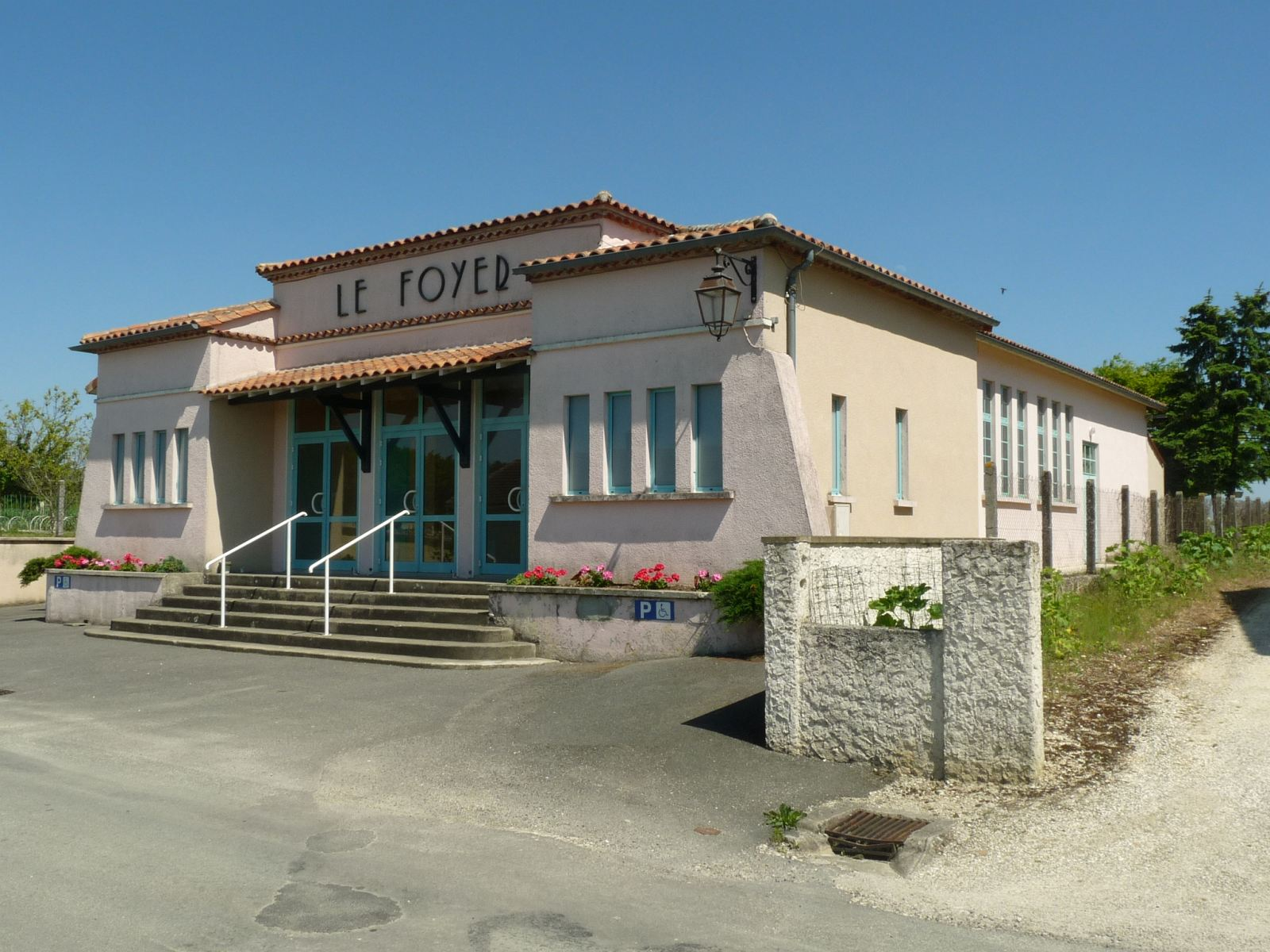
Зал для проведения торжеств
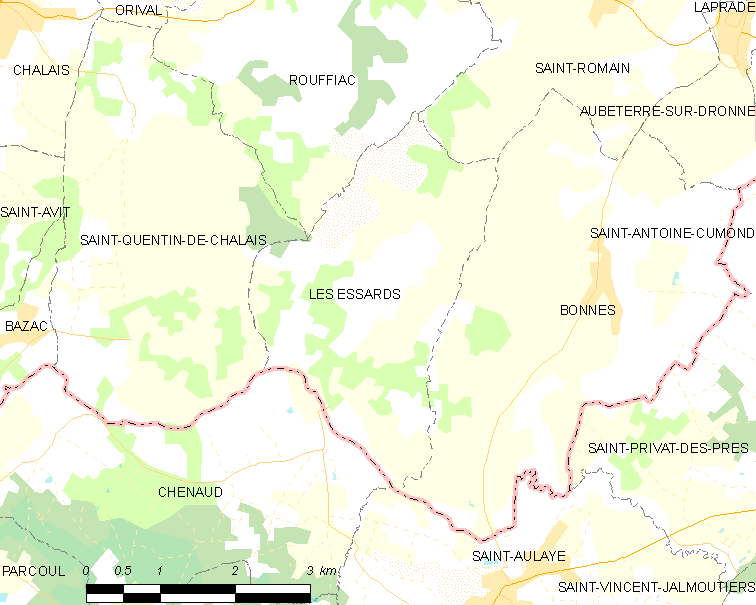
Карта коммуны